# Povijest Poljske
Poljska povijest ne počinje ujedinjenjem poljskih plemena u 10. stoljeću, već u 15. stoljeću prije Krista dolaskom Lužičke kulture koja se zadržala do 4. stoljeća pr. Kr., a okupljala je stanovnike oko grada Biskupina. Nakon njih pojavljuje se Keltska kultura koja se zadržava sve do 1. stoljeća. Najpoznatija nalazišta su pronađena u Šleskoj i oko grada Toruńa, uglavnom religijskog karaktera. Gradili su solane uz rijeku Vislu, trgovali s Rimskim Carstvom na Jantarnom putu (potez: Gdanjsk – Czesin – Jadransko more), imali izraženu pomorsku kulturu u Gdanjsku i bili usko povezani s Germanima. Nakon njih dolaze Balti sa sjevera i spuštaju se na područja današnjih država Estonije, Litve i Latvije, zatim Avari (5. stoljeće), Huni (6. stoljeće) i u konačnici Slaveni krajem 6. stoljeća "na poziv rimskog cara" smjestivši se između rijeke Labe, istočnih Alpa i današnje Grčke.

## Povijest od stvaranja države do podjela u 18. stoljeću

### Za vrijeme prvih Pjastovića
Poljska je dobila naziv po plemenu Poljana koji su u 10. stoljeću pokorili poljska plemena Pomerana na sjeveru, Šležana u Šleskoj, Mazovljana u središnjoj Poljskoj, Poljan, Lenđana i Višljana na jugu oko Krakova na području između rijeka Visle i Odre pod vlašću kneza Mješka I. u 10. stoljeću oko 960. godine s centrom u Gnieznu.On je bio prvi poznati vladar iz dinastije Pjastovića. Za njegova vladanja, godine 966., Poljaci su primili kršćanstvo, a poljska država priznala vlast Svetog Rimskog Carstva. Mieszko I. osnovao je i prvu poljsku biskupiju u Poznanu 968. godine na čelu s biskupom Jordanom. Državu je stavio u zaštitu prepustivši je Svetoj Stolici 990. godine u dokumentu Dagome Iudex, a umro je 992. godine prepustivši državu svom nasljedniku Boleslavu I. Hrabrom.
Za vladanja Boleslava I. Hrabrog (992. – 1025.) Poljska se proširila na oblast Lužice, Češke, Moravske i Slovačke. Htio je povećati samostalnost Poljske i ta težnja se vidi u slanju misionarskih ekspedicija 997. godine, pod vodstvom praškog biskupa Sv. Vojtjeha, u misiju pokrštavanja poganskih Prusa. Ondje Sv. Vojtjeh pogiba i 999. godine je proglašen svetim, a tijelo mu je prebačeno u katedralu u Gnieznu.Za vrijeme vladavine Boleslava I. Hrabrog postignut je veliki napredak u diplomatskim odnosima sa Svetim Rimskim Carstvom kada je Oton III. proglasio Boleslava I. Hrabrog patricijem carstva u Gnieznu iznad groba Sv. Vojtjeha te u istoimenom gradu osnovao nadbiskupiju. Osnovao je biskupije u Krakovu, Wrocławu i Kołobrzegu. Nakon Otona III. carstvo na čelu s Henrikom II. Svetim mijenja svoju politiku i pokreće 3 poljsko-njemačka rata u kojima Boleslav I. Hrabri izlazi kao pobjednik. Svoju poziciju učvršćuje pohodom na Kijev 1018. godine gdje, prema legendi, krunidbenim mačem Szczerbiecom udario u Kijevska vrata. 1025. godine biva okrunjen i tim činom kneževina Poljska postaje kraljevina. Iste godine i umire, a nasljeđuje ga Mješko II. koji šest godina kasnije nakon poraza od Nijemaca, Rusina i Čeha biva lišen krune. Umire 1034. godine.
Nakon smrti Mješka II., zemlja tone pod poganskom pobunom i ustankom velikaša. U toku pobune uništena je crkvena organizacija, a prijestolonasljednik Kazimir I. Obnovitelj je bio primoran otići iz zemlje te gubi krunu. Pritom Česi zauzimaju Šlesku te uništavaju Gniezno i Poznanj. Zahvaljujući njemačkoj pomoći vraća se u zemlju, ali samo kao knez. Premješta prijestolnicu u Krakov, a pod kneževinu vraća Mazoviju, Šlesku i Pomorje. Najveća zamjerka njegove vladavine je u tome što nije uspio osamostaliti kneževinu. Umire 1058. godine. Nasljeđuje ga Boleslav II. Smjeli
Boleslav II. Smjeli se nakon uspješnih ratova uspio Poljskoj povratiti status kraljevine, okrunivši se za kralja 1076. godine. 
Od vremena vladanja Boleslava III. Krivoustog (1102. – 1138.) Poljaci su počeli voditi dugotrajne ratove protiv pripadnika Njemačkog viteškog reda (teutonaca) koji u 12. stoljeću otimaju Poljskoj područja Pomeranije od ušća Visle do Gdanjska. Tim je osvajanjima Poljskoj zapriječen put do Baltičkog mora. Nakon njegove smrti Poljska je u stalnim sukobima s Brandenburgom i Teutoncima, a u tim je sukobima izgubila zapadno Pomorje, Veliku Poljsku, Gdanjsko primorje i jug države.

### Poljska rascjepkana na pokrajine
Od 12. do početka 15. stoljeća Poljska naglo slabi, osamostaljuju se pojedine kneževine, a Nijemci se šire na poljska područja. Njihovim dolaskom niču gradovi i sela i potiče se gospodarski razvoj. 1241. godine u Poljsku su provalili Mongoli koji su poharali južne predjele Poljske koje su poljski vladari naseljavali Nijemcima. Tih godina visoki staleži preuzimaju njemački jezik i običaje, a kako su se Nijemci naselili i uz pogranična područja Poljske, polako Poljska dolazi pod njemački utjecaj. 1300. godine poljsko plemstvo izabire češkog kralja Vaclava II. za kralja Poljske, kako bi se uspješnije oduprijelo njemačkom prodoru, ali to nije uspjelo.

### Ujedinjenje, razvoj plemićke republike i ustoličenje izborne monarhije
Proces za ujedinjenje poljskih zemalja započeo je u 14. stoljeću kralj Vladislav I. Lokietek (1306. – 1333.) koji je Poljskoj ponovno pripojio Krakow i Veliku Poljsku. Jačanje Poljske nastavlja Kazimir III. Veliki (1333. – 1370.) koji potiče razvoj poljskih gradova pospješivanjem razvoja trgovine i obrta. On kodificira poljsko pravo (Statut Wislicki), potiče kolonizaciju nenaseljenih poljskih područja, te provodi financijske i upravne reforme. Osnovao je i Krakovsko sveučilište i utemeljio Kraljevski vrhovni sud u Krakowu. On je bio posljednji poljski vladar iz dinastije Pjastovića, a nakon njegove smrti na poljsko prijestolje dolazi kralj Ludovik I. Anžuvinac iz dinastije Anžuvinaca koji je bio nećak Kazimira III. Nakon njegove smrti na vlast dolazi njegova kći Jadviga koja se udala za litavskog kneza Vladislava Jagela koji je vladao Poljskom kao Vladislav II. (1386. – 1434.) Izborom za poljskog kralja, on je primio kršćanstvo i uspostavio poljsko-litavsku uniju. Nakon uspostave te unije, Poljska je uz pomoć Litve uspjela spriječiti prodor Nijemaca. 1410. godine u bitki kraj Grünwalda i Tonberga teško su porazili Teutonce. Nakon smrti Vladislava II., na vlast dolazi Vladislav III. (1434. – 1444.) koji je kao i Vladislav I. vladao Ugarskom i Hrvatskom. Poznat je i pod nazivom Vladislav Varnenčik jer je 1444. poginuo u bitki kraj Varne. 
Njega je naslijedio Kazimir IV. (1447. – 1492.) iz dinastije Jagelovića koji je ograničio svoju vlast uspostavom Državnog sabora (sejm) i koji je primorao plemstvo na plaćanje poreza. Stvorio je jaku poljsku državu osvajanjem Zapadne Pruske, Moldavije i istočnog Pomorja.
U 16. stoljeću Poljska ulazi u razdoblje unutrašnjih staleških borbi, pa je kralj bio primoran donijeti Rodomsku konstituciju prema kojoj se zakoni mogu donijeti samo uz pristanak malog i srednjeg plemstva (šljahte). 1569. godine zaključen je Lublinski sporazum prema kojem šljahta bira kralja, a Poljska i Litva čine realnu uniju.
Nakon smrti Stjepana Bathoryja (1575. – 1586.), Poljska je ponovo ojačala dolaskom na vlast Sigismunda III. (1587. – 1632.) iz švedske dinastije Vasa, ali joj je moć oslabila za vladavine Ivana II. Kazimira koji je ratovao protiv Rusije i Švedske. Poljska u drugoj polovici 17. stoljeća ratuje i s Turcima i u tim ratovima gubi Podoliju i velika područja na desnoj obali Dnjepra. Ta su joj područja vraćena Mirom u Srijemskim Karlovcima, jer je Poljska pomogla u obrani Beča od turskih napada.

### Srebrni vijek, previranja na tronu i vanjski pritisci
Pobjede Poljske nad Turcima nisu ojačale kraljevu vlast, a samovolja šljahte postala je sve izraženija. 1652. godine izglasan je zakon Liberum veto kojim je ozakonjena feudalna anarhija u Poljskoj. Tim je zakonom svaki član jednodomne skupštine u Poljskoj (sejm) mogao spriječiti donošenje bilo kakvog zakona. U ratovima protiv Švedske i Rusije u drugoj polovici 17. stoljeća, Poljska gubi veliki dio svojih područja. 1697. godine saksonski knezovi postaju kraljevi Poljske, čime dolazi do početka kraja poljske neovisnosti. 
Istodobno, potkraj 17. stoljeća, dolazi do svađa između velikaških obitelji u litvanskom dijelu Lublinske unije, što naposlijetku dovodi do Litvanskog građanskog rata. Ubrzo nakon početka Velikog sjevernog rata, 1701. godine švedska je vojska napala poljsko-litvansku državu i osvojila dio njenog teritorija, ali ga je u kasnijem tijeku rata, jačanjem Rusije i uzmicanjem Švedske, morala vratiti.     

## Podijeljena Poljska

#### Prva podjela
U 18. stoljeću Poljsko-Litavska Unija podijeljena je 3 puta između 3 države. Prva podjela dogodila se 1772. godine sporazumom između Ruskog Carstva, Pruske države i Habsburške Monarhije. Pruska je zauzela Istočnu Pomeraniju (bez Gdanjska), Warmije i dio Kujavije, Habsburška Monarhija Malopoljsku južno od Visle, Podolije i dio Volinije, a Rusko Carstvo sjeveroistočni teritorij Unije s gradovima Mstislav, Vitebsk i Polock te poljski dio Livonije.

#### Druga podjela
Druga podjela odvila se 1793. godine, dvije godine nakon donošenja Ustava 3. Svibnja, između Ruskog Carstva i Pruske te je okupirano područje od oko 200.000 km2 s oko 4 milijuna stanovnika. Većinski dio postaje ruski protektorat te ustav postaje ništavan.

#### Treća podjela
Treća podjela odvila se 1795. godine ponovno između tri države koje su sudjelovale i u prvoj podjeli. Pruska je zauzela Mazoviju s Varšavom i područje do rijeke Njemen, Habsburška Monarhija područje između rijeka Pilice, Visle i Južnog Buga, a Rusko Carstvo istočno od rijeka Zapadnog Buga i Njemen. Time prestaje višestoljetna politička i kulturna neovisnost Poljske države i započinje "Dugo 19. stoljeće" koje će trajati sve do kraja WWI. Nakon zadnje podjele Poljsko-Litavske Unije posljednji kralj Stanisław August Poniatowski morao je abdicirati i prebačen je u Sankt-Peterburg gdje je umro 1798.

## Poljska u 20. stoljeću
Poljska je opet uspostavljena kao neovisna država nakon Prvog svjetskog rata službeno 11. studenog 1918. godine. Taj isti dan služi kao obilježavanje kraja Prvog svjetskog rata, koji je završio potpisivanjem kapitulacije Njemačke 11. studenog 1918. u 11 sati i 11 minuta. Poljaci tog dana obilježavanju Dan nezavisnosti (na poljskom Narodowe Święto Niepodległości). Poljska se u tom međuratnom razdoblju još zove i Druga Republika. Nakon Prvog svjetskog rata Poljsku je zadesio još jedan rat; rat sa Sovjetima, nazvan Sovjetsko-poljski rat. Trajao je od 1919. do 1921., a formalno je završio mirom u Rigi. Na tijek rata uvelike je utjecala pobjeda nad Sovjetima u blizini Varšave popularno zvana "Čudo na Visli" (na poljskom Cud nad Wisłą). Nakon rata Poljska je, unatoč predloženoj Curzonovoj liniji na Pariškoj mirovnoj konferenciji 1919., dobila velika područja na istoku poput Vilniusa i Lavova, pomaknuvši granicu 150 km istočno od dogovorene linije. U ratu se profilirao general Józef Piłsudski, koji će do svoje smrti 1935. godine s pauzama biti "Načelnik države" (na poljskom Naczelnik Państwa), premijer republike i ministar vojske.
Godine 1939. podijeljena je Poljska između Njemačke i Sovjetskog Saveza. Nakon Drugog svjetskog rata, Poljska je dobila nova područja na zapadu, ali je izgubila dvostruko veća područja na istoku. Time je u većoj mjeri ispoštovana Curzonova linija. Njemačka je nakon rata izgubila ogromna područja na istoku, koja su pripala Poljskoj kao kompenzacija za ratna stradavanja. Poljaci i Ukrajinci iz nekoć istočnih dijelova Poljske deportirani su u zapadne dijelove, koji su nekoć pripadali Njemačkom Carstvu, a Nijemci su protjerani u Njemačku. Nova poljska republika organizirana je kao komunistička država pod imenom Narodna Republika Poljska.
Zemlja je bila dio komunističkog Istočnog bloka pod kontrolom Sovjetskog Saveza do 1980-ih godina, kada je krenuo pokret "Solidarnost", koji je pobijedio na parlamentarnim izborima 1989. godine, te je uvedena demokracija.
Poljska je 1999. godine ušla u NATO savez, a 1. svibnja 2004. pridružila se Europskoj uniji.
Poljska i Ukrajina su 8. travnja 2007. godine dobile priliku organizirati europsko prvenstvo u nogometu, koje se održalo 2012. godine. Poljsko-ukrajinska nominacija pobijedila je ispred talijanske i hrvatsko-mađarske nominacije. Poljska je osvojila 4. mjesto u A skupini iza Češke, Grčke i Rusije.